# Udo Ludwig Figge
Udo Ludwig Figge (* 18. April 1936 in Wuppertal; † 12. November 2011) war ein deutscher Romanist.

## Leben
Ab 1955 studierte er in Tübingen und ab 1956 in Bonn. Nach der Promotion 1966 an der Universität Bonn hatte er von 1969 bis zu seiner Emeritierung 2001 den Lehrstuhl für Romanische Philologie, insbesondere französische, italienische und rumänische Sprachwissenschaft, inne.

## Schriften (Auswahl)
- Die romanische Anlautsonorisation. Bonn 1966, OCLC 805037808.
- mit Mario de Matteis: Sprachvergleich italienisch-deutsch. München 1982, ISBN 3-486-84961-1.
- Gedächtnis – Sprache – Text. Prinzipien und Exempla einer semiotischen Sprachtheorie. Aachen 1999, ISBN 3-8265-4946-5.